# Schleicht, spielende Wellen
Schleicht, spielende Wellen (Glissez, ondes folâtres) (BWV 206) est une cantate profane de Johann Sebastian Bach composée à Leipzig en 1736 comme Dramma per Musica pour la célébration de l'anniversaire d'Auguste III de Pologne et jouée par le collegium musicum au café Zimmermann le dimanche 7 octobre 1736 « à huit heures » selon les Nouvelles de Leipzig. La cantate a été jouée de nouveau le mercredi 3 août 1740 à Leipzig, toujours au café Zimmermann, mais pour la fête du même souverain. De petites nuances de textes différencient les deux opus.
Le texte est d'un auteur inconnu, probablement Christian Friedrich Henrici (Picander).

## Structure et instrumentation
La cantate est écrite pour trois trompettes, timbales, deux hautbois, deux hautbois d'amour, trois flûtes traversières, deux violons, alto et basse continue, ainsi que les solistes Pleiße (soprano), Danube (alto), Elbe (ténor), Vistule (basse) et chœur à quatre voix.
Il y a onze mouvements :
1. chœur : Schleicht, spielende Wellen
2. récitatif : O gluckliche Veranderung!, basse
3. aria : Schleuss des Janustempels Turen, basse
4. récitatif : So recht! begluckter Weichselstrom!, ténor
5. aria : Jede Woge meiner Wellen ruft, ténor
6. récitatif : Ich nehm' zugleich an deiner Freude teil, alto
7. aria : Reis, von Habsburgs hohem Stamme, alto
8. récitatif : Verzeiht, bemooste Haupter starker Strome,  soprano
9. aria : Hort doch! der sanften Floten Chor, soprano
10. récitatif : Ich muss, ich will gehorsam sein, soprano, alto, ténor et basse
11. chœur : Die himmlische Vorsicht der ewigen Gute